# 亚历山大·涅夫佐罗夫
亚历山大·格列博维奇·涅夫佐罗夫（俄语：Алекса́ндр Гле́бович Невзо́ров，1958年8月3日—），俄羅斯電視記者、電影導演、前國家杜馬議員。
生於列寧格勒。1985年，他開始在列寧格勒電視臺工作。1987年至1993年期間，他主持列寧格勒電視臺（今第五頻道）的節目600秒，後在蘇聯全國播出。1990年12月12日，他在與一個假裝要提供敏感文件的人會面時遭槍擊受傷。1991年的八一九事件中，他支持政變的國家緊急狀態委員會。他組織了納什運動（與後來支持普京的同名組織不是同一個）。由於涅夫佐罗夫支持俄羅斯最高蘇維埃、反對葉利欽，他的廣播在1993年俄羅斯憲政危機之後被關閉。
1992年至1993年，他參與報導了南斯拉夫內戰和德涅斯特河沿岸战争。1993年俄羅斯國家杜馬選舉中，他當選為國家杜馬議員，後連任三屆直至2007年小選區制被廢止為止。弗拉基米爾·雅科夫列夫擔任聖彼得堡市長期間，他是雅科夫列夫的電影、電視及廣播顧問。1994年，他是俄羅斯發動第一次車臣戰爭的支持者。然而，隨著戰爭的持續，他的觀點發生了變化，對過去自己所持有的民族主義立場感到後悔。他在1997年與鲍里斯·别列佐夫斯基聯合製作並執導的電影《煉獄》對車臣戰爭的殘酷性有生動的描繪。
1999年，他與俄羅斯公共電視臺（今第一頻道）合作，經常與谢尔盖·多连科一起，在星期六晚間新聞節目中擔任政治評論員。
2012年俄羅斯總統選舉期間，他支持弗拉基米爾·普京，且是普京授權的代表。然而在2014年，他反對俄羅斯吞併克里米亞。
2021年4月11日，他在YouTube上發佈影片，預測俄羅斯可能會入侵烏克蘭，並將遭到烏克蘭的激烈抵抗，最終以俄羅斯的悲劇和屈辱收場。
2022年3月22日，他公佈俄羅斯軍隊炮擊馬里烏波爾一家婦產醫院的資訊，俄羅斯當局指控他違反虛假資訊法，可能會面臨長達15年的監禁。不過他的妻子莉季婭在社交媒體上表示，涅夫佐罗夫現時身在以色列。4月22日，他被俄羅斯列如外國代理人名單中。6月，涅夫佐罗夫夫婦向烏克蘭外交部遞交公民身份的申請。6月3日，烏克蘭國家移民局證實夫婦二人已取得烏克蘭公民權。

## 外部連結
- Official website （页面存档备份，存于）
- Alexander Nevzorov在互联网电影资料库（IMDb）上的資料（英文）
- A Onetime Star of Soviet TV Warns of the ‘Plague’ of Nationalism. The New York Times. （页面存档备份，存于） July 19, 2019.